# 전위 (후한)

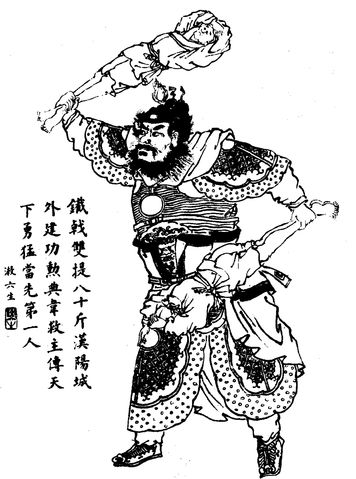

전위(典韋, ? ~ 197년)는 중국 후한 말 조조 휘하의 군인으로 연주 진류군 기오현(己吾縣) 사람이다. 사지에 빠진 조조를 경호하다가 전사하였다.

## 명성
양읍(襄邑) 사람 유씨(劉氏)가 수양(睢陽)사람 이영(李永)과 원수가 되었는데, 전위가 복수를 하게 되었다. 이영은 예전에 부춘장(富春長)을 지냈었는데, 준비함이 심히 조심스러웠다. 전위가 수레에 닭과 술을 싣고가, 거짓으로 문후를 여쭙고자 하였다.
문이 열리자 비수를 품고 들어가 이영을 죽이고, 아울러 그 아내를 죽이고는 천천히 문을 나와, 수레에 칼과 창(戟)을 싣고 걸어서 떠났다. 이영의 거처는 시장과 가까웠는데, 시장 전체가 모두 다 놀랐다. 추격하는 자가 수백 명이나 되었지만, 감히 가까이 가지 못했다.
4 ~ 5리를 가다 그 따라오던 자를 만나자 돌이켜 싸워 탈출하게 되었다. 이로 말미암아 호걸들이 그를 알게 되었다. 이 일과 함께 '악래(惡來; 중국 고대 은 [殷]나라의 장사)'라는 별명으로 유명해졌다.

또한 전위의 싸움 능력은 정말 대단해서, 몇몇 사람들에게 맹장이라고 불렸다.

## 죽음
192년, 하후돈(夏侯敦)의 추천을 받아 조조(曺操)를 섬긴다.
이후 그는 많은 전투에 참가해 공을 세웠으나 197년, 완(宛)성에서 조조(曹操)의 군세에 잔뜩 겁을 먹은 장수(張繡)가 항복하게 되는데, 그 후에 경계를 늦춘 조조군의 틈을 탄 장수와 가후(賈詡)의 모략에 빠진다.
조조의 군세가 크게 불리하여 조조는 경기병을 이끌고 도망쳤고, 전위와 그의 수하들이 접근을 막았다. 병사들의 창검을 빼앗아 적을 베어 넘겼지만 병졸들의 무기가 전위가 쓰기에는 너무 약해 10여개의 창검이 부러지자 전위는 맨몸으로 달려들어 적을 때려죽였고 보다 못한 장수가 활을 써서 전위를 사살한다. 그러나 전위는 눈을 부릅뜨고 선 채 죽었기 때문에 장졸들이 그 모습을 두려워하여 감히 그 옆을 통과하지 못하였다.
조조가 무음(舞陰)으로 퇴각해 주둔해 있다 전위가 죽었다는 소식을 듣자, 눈물을 흘리며, 도중에 상을 치르고 직접 나가서 곡하였고, 양읍(襄邑)에 돌려 보내어 장사지내고, 그의 아들 전만(典滿)을 배수해 낭중(郎中)으로 삼았다.
그의 죽음으로 인해 조조는 장남 조앙(曹昻)과 조카 조안민(曹安民)을 잃은 것보다 전위를 잃은 슬픔이 더 크다고 했다는 이야기도 있다.

## 전위의 친족 관계
- 전만 (아들)

## 같이 보기
- 삼국지 인물 목록